# Retratos fantasmas
Retratos fantasmas es una película documental brasileña de 2023 escrita y dirigida por Kleber Mendonça Filho, producida por Emilie Lesclaux. La película revisita la ciudad natal de Kleber, Recife, a través del prisma histórico de los cines que alguna vez frecuentó, a partir de su propio material de archivo personal, recordando lo que solían ser lugares idílicos, ahora cerrados, que constituyeron un importante marcador temporal en la evolución de sociedad brasileña.
La cinta fue seleccionada para participar en el Festival de Cannes de 2023 en la sección Proyecciones especiales.
Fue seleccionada como la candidata brasileña a la mejor película internacional en los Premios Óscar 2024.

## Sinopsis
La mayoría de los palacios de cine clásicos del siglo XX del centro de Recife ya no existen. Esa área de la ciudad es ahora una especie de sitio arqueológico que revela aspectos de la vida en sociedad que se han perdido. Y eso es sólo parte de la historia.